# 山本信司
山本 信司（やまもと しんじ、生没年不詳）は明治時代の浮世絵版画の彫師。
没年は大正15年4月22日、
父は山本悌三郎。悌三郎には三人の息子がおり、長男智太郎は鳥羽・伏見の戦いで戦死。次男の信司は一時兵役養子で高田姓となったが長男の戦死で山本姓に戻る。三男に栄三。文中信司の義兄に栄三がいるというのは誤り。

## 略歴
月岡芳年の門人。山本刀と号す。義兄に山本栄三がいた。芳年の門下で絵画も学び、彫師でもあった。明治10年代から明治20年代に活動しており『やまと新聞』で活躍、芳年の描く錦絵、版本類の彫りを担当しており、野口円活とともに芳年の錦絵、挿絵作成に欠かせない彫師であった。ほかに落合芳幾の錦絵も担当していた。なお、明治19年（1886年）ころ、芳年が27名の門人にあてた『芳年門人一覧』と題した書状に「京橋区南鍋町四番地 山本信司殿」と記載がある。

## 作品
- 月岡芳年 『月百姿』 大判100枚揃 明治18年‐明治24年 「むさしのの月」他数図に名前がみられる。
- 月岡芳年 『風俗三十二相 ねむさう』 大判 明治21年
- 落合芳幾 『擬九星市川系譜』 大判5枚揃 明治27年 「五代・六代団十郎」、「七代・八代団十郎」に名前がみられる。